# Essential Air Service
Essential Air Service (EAS) ist ein Subventionsprogramm der US-Bundesregierung zur Anbindung kleinerer Städte der USA in das Flugliniennetz, die sonst nach der Deregulierung des US-amerikanischen Flugmarktes von den Fluggesellschaften nicht mehr angeflogen würden. Das Verkehrsministerium auf Bundesebene stellt dazu unter Einbindung der berechtigten Kommunen Mittel zur Beauftragung bzw. Bezuschussung von Fluggesellschaften zur Verfügung.
Das EAS-Programm entstand nach dem Deregulierungsakt von 1978, die den US-Fluggesellschaften ihre Streckennetze und Kalkulationen völlig freistellten. Ziel ist es, eine minimale Anzahl von täglichen Linienflügen zu den Städten und Gemeinden zu garantieren, die für Fluggesellschaften normalerweise nicht rentabel wären.
Das Verkehrsministerium subventioniert die Fluggesellschaften seither für Verbindungen zu etwa 150 Zielen im ganzen Land, die sonst von keiner Fluggesellschaft angeflogen würden. Der Subventionierunggrad richtet sich nach den wirtschaftlichen Bedürfnissen der Kommunen, des Drehkreuzes der angeflogenen Gemeinden und der Anzahl der Flüge, Sitze und Art der eingesetzten Maschinen, die erforderlich sind, um ein Drehkreuz zu erreichen. Mit Stand März 2021 wurde in den 49 US-Bundesstaaten außer Alaska die Anbindung von 109 Flughäfen mit EAS-Subventionen von insgesamt 310,24 Millionen Dollar pro Jahr unterstützt. Ferner wurden jährlich 1,65 Millionen Dollar für die Anbindung eines Flughafens auf Puerto Rico sowie 27,31 Millionen Dollar für Verbindungen zu 61 Flughäfen in Alaska bereitgestellt.
Nach einem Artikel der New York Times zum EAS-Programm, betrug die durchschnittliche Beihilfe pro Passagier im Jahr 2006 ungefähr $74. Bei einigen Flugverbindungen zu wirtschaftlich schwachen Gemeinden kann die Beihilfe wesentlich höher sein, die Beihilfen auf vielen Verbindungen sind aber sehr niedrig. Das Programm ist in den subventionierten Gemeinden sehr populär und die Kongressmitglieder erwarten eine steigende Subventionierung auf $114 Millionen pro Jahr. Dem entgegen plante das Weiße Haus unter George W. Bush, die Subventionen auf $50 Millionen zu reduzieren. Dafür sollten strengere Subventionskriterien angewendet und die Kostenanteile der betroffenen US-Staaten und Gemeinden erhöht werden. Tatsächlich stiegen die jährlichen Zuwendungen zwischen 1997 und 2018 von etwa 50 Millionen Dollar (inflationsbereinigt) auf 288 Millionen Dollar. Mit Stand März 2021 liegen die jährlichen Subventionen bei etwa 339,19 Millionen Dollar.